# Anatolij Kuksow
Anatolij Jakowycz Kuksow, ukr. Анатолій Якович Куксов, ros. Анатолий Яковлевич Куксов, Anatolij Jakowlewicz Kuksow (ur. 21 listopada 1949 w Woroszyłowgradzie, zm. 4 stycznia 2022 w Ługańsku) – ukraiński piłkarz, grający na pozycji pomocnika lub napastnika, reprezentant ZSRR, trener piłkarski.

## Kariera piłkarska

### Kariera klubowa
Wychowanek Szkoły Piłkarskiej Trudowi Rezerwy Ługańsk. W 1966 rozpoczął karierę piłkarską w klubie Zoria Ługańsk, a w 1985 zakończył w nim karierę zawodową, wychodząc 489 razy na boisko w koszulce Zorii i strzelając 87 bramek.

### Kariera reprezentacyjna
2 lipca 1972 debiutował w reprezentacji ZSRR w towarzyskim meczu z Argentyną. Łącznie rozegrał 3 mecze. W 1972 również bronił barw olimpijskiej reprezentacji, z którą zdobył brązowy medal Igrzysk Olimpijskich w Monachium (1972).

## Kariera trenerska
Po zakończeniu kariery zawodniczej od 1986 pomagał trenować rodzimy klub Zoria Woroszyłowgrad. W 1990 objął stanowisko głównego trenera Zorii, z którą pracował do czerwca 1993. Potem prowadził kluby Metałurh Zaporoże i Azoweć Mariupol, po czym latem 1996 ponownie został głównym trenerem Zorii Ługańsk. W latach 2001–2003 trenował Awanhard Roweńky, a po rozwiązaniu klubu pracował w sztabie szkoleniowym Zorii jako starszy trener. Następnie trenował zespoły Zoria-Hirnyk Ługańsk, Hirnyk Roweńky i Komunalnyk Ługańsk. W 2010 ponownie objął stanowisko głównego trenera klubu Horniak Roweńky.

## Sukcesy i odznaczenia

### Sukcesy klubowe
- mistrz ZSRR: 1972
- finalista Pucharu ZSRR: 1974, 1975

### Sukcesy reprezentacyjne
- brązowy medalista Letnich Igrzysk Olimpijskich: 1980

### Sukcesy indywidualne
- wybrany do listy 33 najlepszych piłkarzy Ukraińskiej SRR: Nr 2 – 1972, Nr 3 – 1971, 1973, 1974

### Odznaczenia
- tytuł Mistrza Sportu ZSRR: 1970
- tytuł Mistrza Sportu Klasy Międzynarodowej: 1991
- Medal „Za pracę i zwycięstwo”: 2004[4]